# Make a Move
"Make a Move" é uma canção escrita por Brandon Boyd, Mike Einziger, Alex Katunich, Chris Kilmore e Jose Pasillas, gravada pela banda Incubus.
O single serviu de banda sonora do filme Stealth de 2005.

## Desempenho nas paradas musicais
| Ano  | Parada musical                              | Posição |
| ---- | ------------------------------------------- | ------- |
| 2005 | Estados Unidos - Hot Mainstream Rock Tracks | 19      |
| 2005 | Estados Unidos - Alternative Songs          | 17      |